# 10316 Williamturner
10316 Williamturner eller 1990 SF9 är en asteroid i huvudbältet som upptäcktes den 22 september 1990 av den belgiske astronomen Eric W. Elst vid La Silla-observatoriet. Den är uppkallad efter den brittiske botanikern William Turner.
Asteroiden har en diameter på ungefär 13 kilometer och den tillhör asteroidgruppen Hygiea.